# Jodas Julia
Jodas Julia, född 6 april 2003 i Sverige, död 2021, varven svensk varmblodig travhäst. Hon tränades av Catarina Lundström.
Jodas Julia tävlade åren 2006–2011 och sprang in 4,1 miljoner kronor på 92 starter varav 27 segrar, 5 andraplatser och 6 tredjeplatser. Hon tog fem raka segrar mellan november 2006 och maj 2007. Bland hennes främsta meriter räknas segrarna i Prix de Provence (2008), Prix de Montier en Der (2008), Prix Emile Beziere (2008), Gulddivisionen (nov 2009, juli 2010), Gösta Nordins Lopp (2009) och en andraplats i Prix Helen Johansson (2009).